# Nemoura braaschi
Nemoura braaschi är en bäcksländeart som beskrevs av Joost 1970. Nemoura braaschi ingår i släktet Nemoura och familjen kryssbäcksländor. Inga underarter finns listade i Catalogue of Life.